# 논산 염술재
논산 염술재(論山 念述齋)은 대한민국 충청남도 논산시 연산면에 있는, 용담현령과 남원진관병마절제도위 등을 역임하고 이조판서를 증직 贈職 받은 사계 김장생의 5세손인 김진망 金鎭望(1659-1720)의 재실이다. 2010년 12월 30일 충청남도의 문화재자료 제407호로 지정되었다.

## 개요
논산 염술재는 용담현령과 남원진관병마절제도위 등을 역임하고 이조판서를 증직 贈職 받은 사계 김장생의 5세손인 김진망 金鎭望(1659-1720)의 재실이다.
死後 자손들에 의하여 연산면 임리 구산에 건립된 것인데, 최초 창건연대는 정확하지 않고, 현재 상량에 “숭정후을미 崇禎後乙未”라는 연기의 “乙未”는 1894년 동학농민 때 소실된 것을 고종 32년(1895년 경)에 다시 건립하였음을 알 수 있다.
정면 3칸, 측면 1칸의 솟을삼문의 정면에 염술재가 있고, 그 오른쪽으로 정면 3칸, 측면 2칸의 고직사 庫直舍가 서쪽 방향으로 배치되어 있다.
염술재는 정면 4칸, 측면 2칸 규모의 一자형 평면으로 되어 있고 평면구성은 정면 4칸 중 왼쪽 2칸에는 온돌방을, 오른쪽 2칸에는 우물마루를 깐 대청이며, 앞에는 모두 툇마루를 달았다. 구조는 자연석으로 높게 쌓은 기단 위에 다시 장대석 외벌대를 둘렀다. 그 기단 위 앞에는 조선 중기 무렵 건물에서 흔히 볼 수 있는 가공이 잘 된 네모뿔 형 주초석을 놓고 네모난 모양 기둥을 세웠으나 뒤에는 덤벙 주초석을 놓고 네모난 모양 기둥을 세웠다.
공포는 생략한 채 간결한 민도리집으로 꾸몄으며, 가구는 1고주 5량집으로서 종량상부 중앙에 제형대공을 설치하여 종도리와 함께 지붕하중을 받고 있으며, 지붕은 홑처마 팔작지붕으로 건물 정면에 염술재 현판이 걸려 있고, 종도리 한단에 “숭정후을미구월사일사시상량연좌신향 崇禎後乙未九月四日巳時上樑寅坐申向”이라는 상량문이 있다.
건물의 보존 상태가 양호하고 건물의 평면 형식이 논산지방의 재실에서 볼 수 있는 정면 4칸으로 구서되어 있으며, 상량문이 있어 건축양식상 고종 32년경인 1895년에 다시 건립한 재실로 보이고 있어, 유교문화자원 및 역사적 가치가 크다고 할 수 있다.

## 참고 문헌
- 논산 염술재 - 국가유산청 국가유산포털